# Fed-Batch-Prozess

Schema

Fed-Batch-Prozess (englisch fed „gefüttert“ und batch „Stapel“ oder „Charge“) auch Zulauf-Verfahren ist ein in der Verfahrenstechnik etablierter Begriff. Man bezeichnet damit Chargenprozesse, die als „Stapel“, das heißt nacheinander, abgearbeitet werden und durch einen Zustrom (Zufütterung) an Edukten bis zum maximalen Füllstand betrieben werden. Im Gegensatz dazu stehen Batch-Prozesse und kontinuierliche Prozesse.
Ein weiterer gebräuchlicher Begriff aus der Verfahrenstechnik ist „Semi-Batch“. In diesem Fall kann auch das Abziehen von Edukt während der Batch-Verfahrweise gemeint sein, z. B. bei einer Batch-Destillation.

## Zeitlicher Verlauf
Ein typischer Fed-Batch-Prozess hat folgenden zeitlichen Ablauf:
- teilweise Befüllung des Reaktionsgefäßes mit den Ausgangsstoffen (Edukte)
- Reaktion der Edukte zu Produkten. Ab einer definierten Konzentration wird nun Edukt „zugefüttert“. Hierbei kann versucht werden, die Eduktkonzentration im Reaktor konstant zu halten, oder es wird ein konstanter Feed-Strom zugeführt.
- Entleerung des Reaktionsgefäßes (Ernte) und Weiterleitung der Produkte zum Downstream-Prozess
- Vorbereitung des Reaktionsgefäßes auf die nächste Befüllung (Reinigung, Wartung)

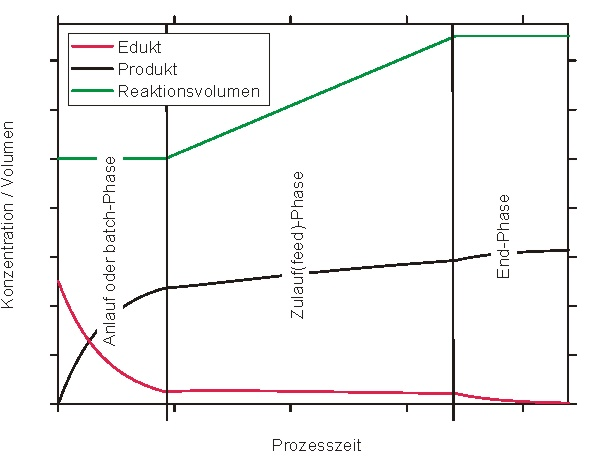
Beispielverlauf eines Fed-Batch-Prozesses mit Reaktion erster Ordnung

## Bilanzierung

### Stoffbilanz
Für die Änderung der Stoffmenge {\displaystyle n_{i}}, dem Reaktionsvolumen {\displaystyle V}, der Stoffänderungsgeschwindigkeiten {\displaystyle R_{i}}, dem Volumenstrom am Eingang des Systems {\displaystyle F} und den Stoffmengen-Konzentrationen {\displaystyle c_{i}} im Reaktor bzw. im Feed-Strom {\displaystyle c_{F}} gilt:
{\displaystyle {\frac {\partial n}{\partial t}}=V\cdot {\frac {\partial c}{\partial t}}+c\cdot {\frac {\partial V}{\partial t}}=R\cdot V+\Phi }
Das Reaktionsvolumen ist im Gegensatz zum kontinuierlichen und diskontinuierlichen Betrieb zeitlich veränderlich:
{\displaystyle {\frac {\partial V}{\partial t}}=F}
somit ist:
{\displaystyle {\frac {\partial c}{\partial t}}=R+{\frac {\Phi }{V}}-{\frac {c}{V}}{\frac {\partial V}{\partial t}}}      mit      {\displaystyle \!\,\Phi =F\cdot c_{F}}
man erhält:
{\displaystyle {\frac {\partial c}{\partial t}}=R+{\frac {F(t)}{V(t)}}(c_{F}-c)}      bzw.      {\displaystyle \!\,{\frac {\partial {\vec {c}}}{\partial t}}={\vec {R}}+{\frac {F(t)}{V(t)}}({\vec {c}}_{F}-{\vec {c}})}

## Vorteile
Der Fed-Batch-Prozess bietet einerseits die Möglichkeit, die Reaktionsgeschwindigkeit durch die Niedrighaltung der Eduktkonzentration auf ein bestimmtes Maß zu begrenzen, was insbesondere bei stark exothermen Reaktionen den Vorteil bietet, die anfallende Reaktionswärme vollständig abzuführen. Am häufigsten wird die Fed-Batch-Fahrweise bei der Kultivierung von Mikroorganismen (Fermentation) eingesetzt. Durch eine niedrige Substratkonzentration kann hierbei eine Substratinhibierung der Wachstumsrate verhindert werden. Im Gegensatz zum Batch-Prozess, bei dem die Endkonzentration an Biomasse aufgrund der Stöchiometrie von der initialen Substratkonzentration abhängig ist, können hier deutlich höhere Endkonzentrationen an Biomasse und somit auch an Produkt erreicht werden. Ebenso wird bei einem Substrat-limitierten Fed-Batch-Prozess die Gefahr der Sekretion von (häufig toxischen) Sekundärmetaboliten (Overflow-Produkten) geringer. Im Gegensatz zum einfachen Batch-Prozess lässt sich die Wachstumsrate in einem Fed-Batch-Prozess regulieren, was die Reproduzierbarkeit von Fermentationen erheblich verbessern kann.

## Nachteile
Im Gegensatz zu Batch-Prozessen ist das Reaktionsvolumen zeitlich variabel; eine Bilanzierung der Zustandsgrößen ist somit notwendig, wenn ein derartiger Prozess modelliert und simuliert werden soll. Gelingt die Modellierung, so ergeben weiterhin die gleichen Probleme bei der Maßstabsübertragung wie beim einfach Batch-Prozess. Um die Vorteile eines Fed-Batch-Prozesses nutzen zu können, sind neben der notwendigen Modellierung auch die technischen Voraussetzungen für den gesteuerten oder geregelten Zufütterungsbetrieb notwendig. Um beispielsweise eine Eduktkonzentration auf einem konstanten Niveau zu regeln, sind einerseits entsprechende online-Messdaten und andererseits eine präzise arbeitende Zufütterung notwendig.